# Concilio di Bourges
Il concilio di Bourges (in latino concilium Bituricense) è stato un sinodo della Chiesa cattolica, tenutosi nella città francese di Bourges il 29 novembre 1225. Questo concilio, convocato per tentare di porre fine a parte della crociata albigese, fu la seconda più grande assemblea della Chiesa occidentale per numero di partecipanti fino a quel momento, superata solo dal quarto concilio lateranense del 1215.

## Contesto storico
Il concilio di Bourges va inserito nel contesto della crociata albigese. Questa guerra, iniziata nel 1209, aveva come obiettivo l'estirpazione dell'eresia catara dalla Linguadoca. I baroni francesi del nord, approfittando del pretesto religioso, trasformarono presto il conflitto in una guerra di conquista ai danni della nobiltà occitana. Dopo anni di schiaccianti vittorie, la guerra ebbe una svolta nel 1218, quando il comandante delle forze crociate Simone IV di Montfort morì durante l'assedio di Tolosa e i nobili locali spossessati si riunirono sotto la guida dei conti di Tolosa Raimondo VI e Raimondo VII e si lanciarono in una campagna di riconquista grazie alla quale riuscirono a espellere tutti i crociati dalla Linguadoca. Infine nel gennaio 1224 Amalrico VI di Montfort (subentrato al defunto padre) decise di cedere i propri diritti sull'Occitania al nuovo re Luigi VIII di Francia, sancendo la vittoria del conte di Tolosa e il completamento della riconquista occitana.
Questi eventi diedero inizio a un periodo di due anni di tregua, durante i quali la nobiltà indigena ristabilì il pieno controllo sui propri domini. Tuttavia questa pace era estremamente fragile, poiché il re di Francia iniziò presto a mostrare interesse verso una ripresa della crociata in Linguadoca e, soprattutto, poiché Raimondo non era mai stato riconosciuto come legittimo signore dalla Santa Sede, motivo per cui il conte di Tolosa cercò insistentemente di riallacciare i rapporti con Roma. Papa Onorio III incaricò quindi il legato pontificio a latere per la questione albigese, il cardinale Romano Bonaventura, di tentare una mediazione tra le parti.
Il cardinale Bonaventura decise quindi di convocare un concilio di tutto il clero di Francia e Provenza nella città di Bourges, dove tutte le questioni sospese sarebbero state discusse e dove sia Raimondo VII di Tolosa sia Amalrico VI di Montfort avrebbero avuto la possibilità di difendere le proprie posizioni e di esporre le proprie ragioni davanti alla Chiesa.

## Svolgimento
Il concilio si tenne il 29 novembre 1225, alla presenza di tutti gli arcivescovi, i vescovi e gli abati del Regno di Francia e del Regno di Arles (allora parte del Sacro Romano Impero), per un totale di 123 vescovi e 520 abati. Vi presero parte anche Raimondo di Tolosa e Amalrico di Montfort con tutto il loro seguito di baroni, cavalieri e consiglieri. Il concilio di Bourges fu così uno dei sinodi più partecipati della storia della Chiesa cattolica.
L'assemblea si aprì con la lettura delle lettere di legazione del cardinale Romano Bonaventura, seguita dalle contestazioni di alcuni arcivescovi che non ritenevano corretto che la preminenza sul concilio spettasse al legato pontificio. Al termine dei prolegomena, prese la parola il conte di Tolosa: per difendere le proprie posizioni e la legittimità del proprio potere sui domini ereditati dal padre e riconquistati ai crociati, Raimondo VII riaffermò la propria fede cattolica e promise di perseguire l'eresia catara nelle proprie terre. Promise inoltre l'espulsione dei routiers (bande mercenarie) e la restituzione di tutte le proprietà razziate e sottratte agli enti ecclesiastici durante la guerra. Infine propose al legato pontificio di accompagnarlo in Linguadoca affinché potesse vedere con i suoi occhi come la maggioranza della popolazione fosse di fede cattolica. Concluse il suo intervento chiedendo l'assoluzione della Santa Romana Chiesa.
Toccò poi al conte di Montfort, che da parte sua difese il suo diritto alla signoria sui territori conquistati da sua padre: portò come prove a suo favore la bolla pontificia che aveva condannato e deposto Raimondo VI, padre di Raimondo VII, e la bolla che aveva riconosciuto i diritti di Simone di Montfort sulle terre conquistate. Amalrico produsse inoltre l'atto di infeudamento a suo padre dei nuovi territori firmato dal re Filippo II di Francia nel 1216. In generale, l'argomentazione di Amalrico si basò interamente sulla legittimità di quei documenti di cui Raimondo VII chiedeva appunto la cancellazione. Concluse il suo intervento chiedendo un'ufficiale conferma dalla Santa Sede del proprio dominio su tutti i territori che erano appartenuti al casato di Tolosa.

## Conclusione
I verbali ufficiali del concilio non ci sono pervenuti e non ci è quindi noto quanti altri interventi o dibattiti ci furono e quali furono le conclusioni dell'assemblea. È però certo che il sinodo non riuscì a ottenere alcun accordo tra le parti o a raggiungere un punto d'intesa. Romano Bonaventura scrisse un anno e mezzo più tardi in un memorandum che, nonostante i suoi sforzi per riportare la pace tra Raimondo e Amalrico, una riconciliazione si era rivelata impossibile.
Una sommaria descrizione delle decisioni finali del concilio ci è stata tuttavia tramandata nelle opere di Matteo Paris: secondo il cronista inglese, al termine del sinodo la Chiesa riconobbe come legittime le istanze di Amalrico, ma al contempo propose a Raimondo di rinunciare ufficialmente di sua volontà a ogni diritto sui feudi occitani per sé e per i suoi discendenti in cambio del perdono. Raimondo rifiutò l'offerta, venendo quindi condannato e scomunicato dai padri conciliari.

## Conseguenze

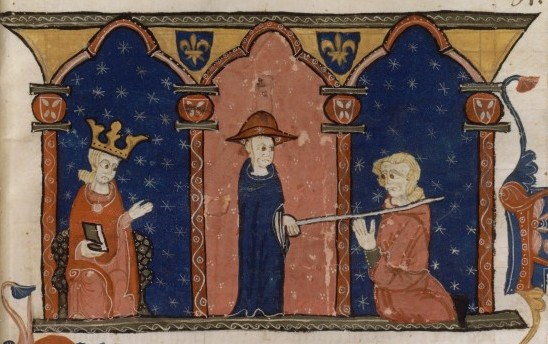
Sottomissione di Raimondo VII di Tolosa al re di Francia Luigi IX

Con la condanna definitiva di Raimondo VII, il concilio che avrebbe dovuto nella sua idea iniziale porre fine alle ostilità finì invece per ravvivarle. La Chiesa cercò a questo punto di coinvolgere direttamente nella guerra anche re Luigi IX di Francia, promettendogli in cambio del suo appoggio un decimo delle rendite ecclesiastiche francesi per i successivi cinque anni.
Nel maggio 1226 un nuovo esercito si radunò a Bourges sotto la guida del re in persona e la crociata albigese riprese con ancora più vigore di prima. Questa "crociata reale" durò meno di tre anni e terminò con la completa sottomissione della Linguadoca e delle terre occitane. Nella primavera del 1229 fu firmato il trattato di Parigi, col quale Raimondo si sottomise al re e riconobbe il passaggio della Contea di Tolosa tra i domini regi.